# 交通运输部公安局
交通运输部公安局，即公安部十四局，是已撤销的中华人民共和国交通运输部内设机构，列入中华人民共和国公安部序列。交通运输部公安局由中华人民共和国交通运输部、公安部双重领导，党政工作以交通运输部领导为主，公安业务工作以公安部领导为主。
交通运输部公安局负责指导航运、海事、港口公安工作，管理交通直属公安队伍。

## 沿革
1971年7月6日，公安部、交通部向国务院发出《关于建立交通部公安局的请示》。请示说，自1970年铁道、水运、邮政三部合并为交通部后未建立公安保卫机构，对本系统的治安保卫工作缺乏统一管理；建议交通部设立公安局，在交通部和公安部领导下，负责铁道、水运的公安保卫工作，与当地公安机关密切配合。8月17日，国务院批准设立交通部公安局（公安部十四局）。
2008年3月15日，第十一届全国人民代表大会第一次会议通过《第十一届全国人民代表大会第一次会议关于国务院机构改革方案的决定》，批准《国务院机构改革方案》。方案规定：“组建交通运输部。将交通部、中国民用航空总局的职责，建设部的指导城市客运职责，整合划入交通运输部。组建国家民用航空局，由交通运输部管理。国家邮政局改由交通运输部管理。保留铁道部，继续推进改革。不再保留交通部、中国民用航空总局。”改革后，交通部公安局相应改称交通运输部公安局（公安部十四局）。
2018年改革前，交通运输部公安局下辖2个航运公安局，15个港口公安局、3个海事公安局、管理人民警察近万人。
2018年12月，中共中央办公厅、国务院办公厅印发《行业公安机关管理体制调整工作方案》，按照“警是警、政是政、企是企”的要求，将铁路公安、森林公安、交通公安由双重领导调整为公安部领导。2018年12月28日，中央政法委召开行业公安机关管理体制调整工作部署会议。
2019年，中办、国办印发《公安部职能配置、内设机构和人员编制规定》，撤销交通运输部公安局（公安部十四局），长江航运公安局调整为公安部直属机构，其他港口航运公安划转地方公安机关管理。

## 职责
根据有关规定，交通运输部公安局（公安部十四局）承担下列职能：
1. 拟订航运、海事和港口公安保卫工作有关规章、制度，并监督实施。
2. 指导交通公安预防、打击违法犯罪和治安行政管理工作，组织协调跨区域重特大案件和涉外案件侦办。
3. 指导港口道路交通管理和运输船舶治安保卫工作。
4. 指导港航消防监督管理、交通公安法制和监所管理工作。
5. 指导交通公安警卫工作；部署、执行党和国家领导人、重要外宾乘坐专船或班船的警卫工作。
6. 承担部机关治安保卫工作；指导行业和在京直属单位内部治安保卫、维护社会稳定和社会治安综合治理工作。
7. 承担航运、海事、港口公安队伍建设、警务督察和有关管理、教育训练工作。
8. 承办交通运输部、公安部领导交办的其他工作。

## 机构设置
根据有关规定，交通运输部公安局（公安部十四局）设置下列机构：

### 内设机构
- 办公室
- 二处（安全保卫处）[註 1]
- 三处（刑侦治安处）[註 2]
- 四处（政治部、警务督察处）

### 直属机构
| 航运公安局 - 长江航运公安局 - 黑龙江航运公安局 | 港口公安局 - 天津港公安局 - 烟台港公安局 - 上海港公安局 - 宁波港公安局 - 大连港公安局 - 广州港公安局 - 深圳港公安局 - 连云港公安局 - 湛江港公安局 - 营口港公安局 - 汕头港公安局 - 秦皇岛港公安局 | 海事公安局 - 天津海事公安局 - 上海海事公安局 - 广东海事公安局 |